# Hilary Putnam
Hilary Whitehall Putnam (Chicago, 31 de julho de 1926 – 13 de março de 2016) foi um filósofo estadunidense e uma das figuras centrais da filosofia ocidental desde a década de 1960, especialmente em filosofia da mente, filosofia da linguagem e filosofia da ciência. Ele é conhecido pela sua prontidão em aplicar igual grau de escrutínio tanto às próprias posições filosóficas quanto às posições de outros filósofos, submetendo cada posição a uma análise rigorosa e expondo seus defeitos. Como resultado, Putnam adquiriu a reputação de filósofo que muda frequentemente de posição.
Na filosofia da mente, Putnam é conhecido pelos seus argumentos contra a identidade-tipo dos estados mentais e físicos, baseado nas suas hipóteses da realização múltipla da mente, e pelo conceito de funcionalismo, uma teoria influente sobre o problema corpo-mente. Na filosofia da língua, com Saul Kripke e outros, ele desenvolveu a teoria causal da referência, que aplicou principalmente aos termos de espécie natural como água, tigre, olmo e etc.. Formulou uma teoria  original do significado que tenta levar em consideração a linguagem o mundo e a sociedade, criando com isto uma noção de externalismo semântico, baseado num famoso pensamento experiente chamado Terra Gêmea (ou Twin Earth). Entretanto Putnam já não acreditava mais nos resultados deste experimento mental.

## Biografia
Hilary Putnam nasceu em Chicago e cresceu em uma família secular com um pai gentio de esquerda, Samuel, e uma mãe judia, Riva. Seus pais não o criaram em nenhuma fé (além do comunismo), e Putnam só retornou ao judaísmo quando seu filho pediu um bar mitsvá. Putnam foi trotskista e abandonou a faculdade para recrutar trabalhadores navais para a causa. Apesar de romper com seu passado radical, Putnam nunca abandonou sua crença de que os acadêmicos têm uma responsabilidade social e ética específica em relação à sociedade. Ele continuou a ser franco e progressista em suas visões políticas, conforme expresso nos artigos "Como não resolver problemas éticos" (1983) e "Educação para a democracia" (1993).
Alguns afirmam que Putnam foi ateu no começo e no fim de sua carreira, mas quanto à sua religião havido vários debates. No entanto, Putnam tentou clarificar o debate:
"Aqueles que conhecem meus escritos daquele período podem se perguntar como eu reconciliei minha tendência religiosa que existe, até certo ponto mesmo naquela época, e minha visão geral do mundo materialista científico na época. A resposta é que eu não as reconciliei.  Eu era um profundo ateu, e eu era um crente. Eu simplesmente mantive estas duas minhas partes separadas. Na maior parte, no entanto, foi o materialista científico dominante em mim nos anos cinquenta e sessenta."

## Experimento mental
Putnam é conhecido pela criação de muitos experimentos mentais com objetivo de explorar as possíveis consequências do princípio em questão. Eis outros exemplos famosos:

### Cérebro numa cuba

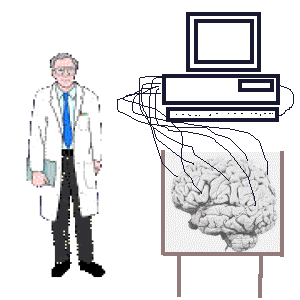
Putnam usa este experimento mental para argumentar que cenários céticos são impossíveis.

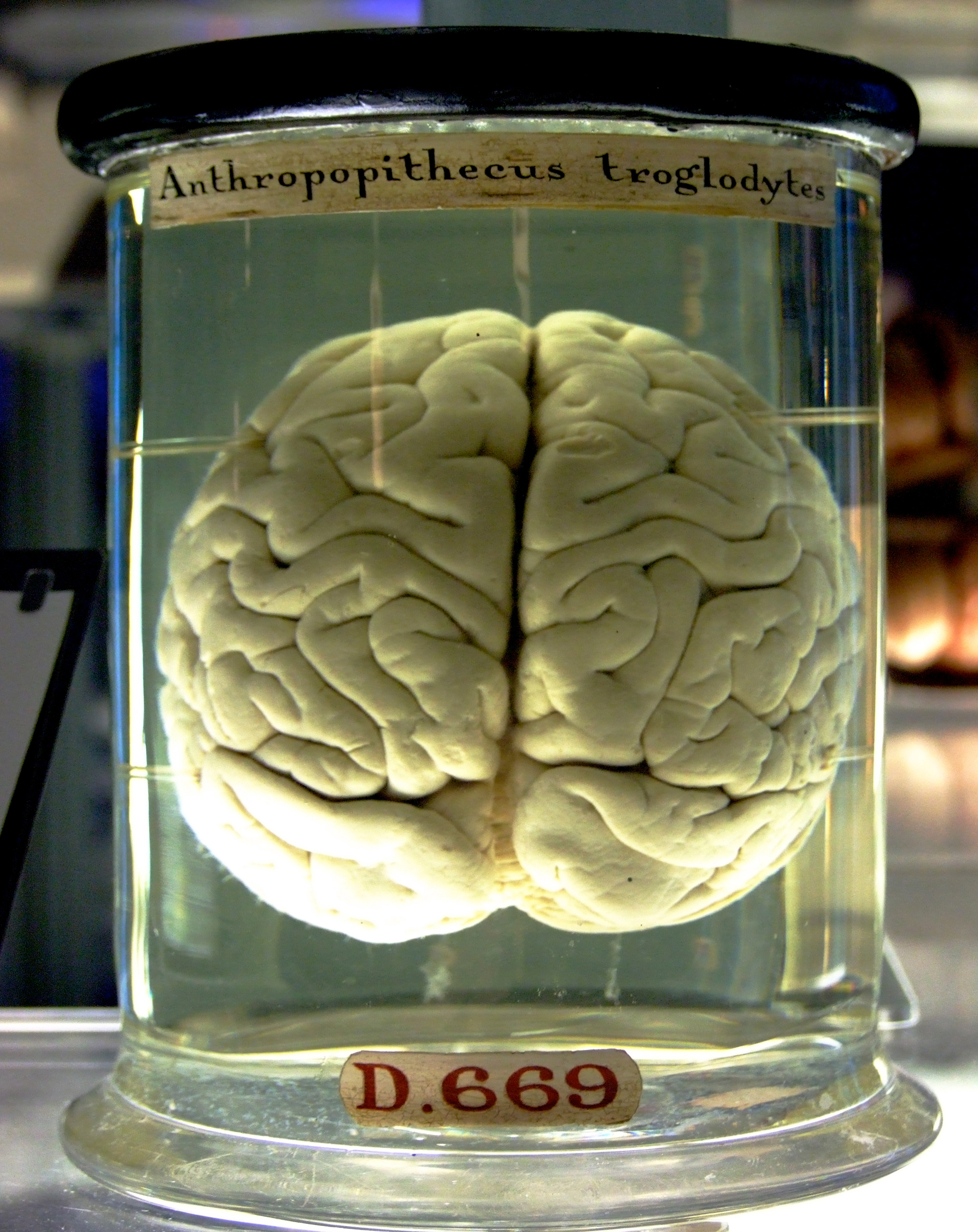

O cérebro numa cuba é um elemento usado em uma variedade de experimentos mentais destinados a extrair determinadas características de nossas ideias de conhecimento, da realidade, da verdade, da mente e significado. Este experimento mental de Putnam é desenhado a partir da ideia, comum a muitas histórias de ficção científica, que essa máquina de um cientista maluco, ou outra entidade pode remover o cérebro de uma pessoa do corpo, o suspende-lo num  líquido em um tanque de manutenção da vida, e conectar seus neurônios por fios a um supercomputador que lhe forneçam impulsos elétricos idênticos aos que cérebro normalmente recebe.
O cérebro numa cuba é uma versão contemporânea do argumento dado na versão budista da ilusão de Maya, na alegoria de Platão da Caverna, no conto do sábio chinês, Zhuangzi, sonhou que era uma borboleta, e na versão do demônio, em Meditações,  de René Descartes.
No experimento, os terminais nervosos do cérebro foram ligados a um supercomputador que faz com que a pessoa de quem é o cérebro está conectado tenha a ilusão de que tudo está perfeitamente normal. Durante sua vida na cuba, para o cérebro parece haver pessoas, objectos, o paredes, ruas, etc.; mas realmente tudo o que a pessoa, está experienciando é o resultado de impulsos electrónicos deslocando-se do computador para os terminais nervosos do cérebro, da mesma forma apresentada no filme Matrix.
O supercomputador é programado para que se a pessoa tenta levantar a mão, a programação do computador fará com que ela "observe" e "sinta" a mão se levantando. Mais ainda, variando o programa, o cientista maluco pode fazer com que a vítima tenha "experiência" de qualquer situação ou ambiente que ele deseje ou creia.
Ele pode também apagar a memória com que o cérebro opera, de modo que à própria vítima lhe parecerá ter estado sempre neste ambiente. Pode mesmo parecer à vítima que ela está a ler este artigo na Wikipédia sobre a divertida mas completamente impossível suposição de que existe um cientista maluco que remove os cérebros das pessoas dos seus corpos e os coloca numa cuba de nutrientes que os mantém vivos.

### A formiga que desenha Churchill
No experimento mental sobre a formiga que desenha Churchill, Putnam nos conta o cenário de uma formiga que está caminhando em um trecho de areia. Conforme ela caminha, ela traça uma linha na areia. Por acaso a linha que ela traça deixa um rastro de curvas e cruzamentos que acaba parecendo uma caricatura da efígie Winston Churchill.
Putnam questiona retoricamente se a formiga realmente traçou na areia uma foto do rosto de Winston Churchill. Podemos afirmar veridicamente que a formiga criou uma imagem que retrata Churchill?
Embora nós possamos reconhecer a figura do estadista britânico, segundo Putnam, a maioria das pessoas, com uma pequena reflexão, diriam que não podemos afirmar que a formiga procurava representar tal personalidade.

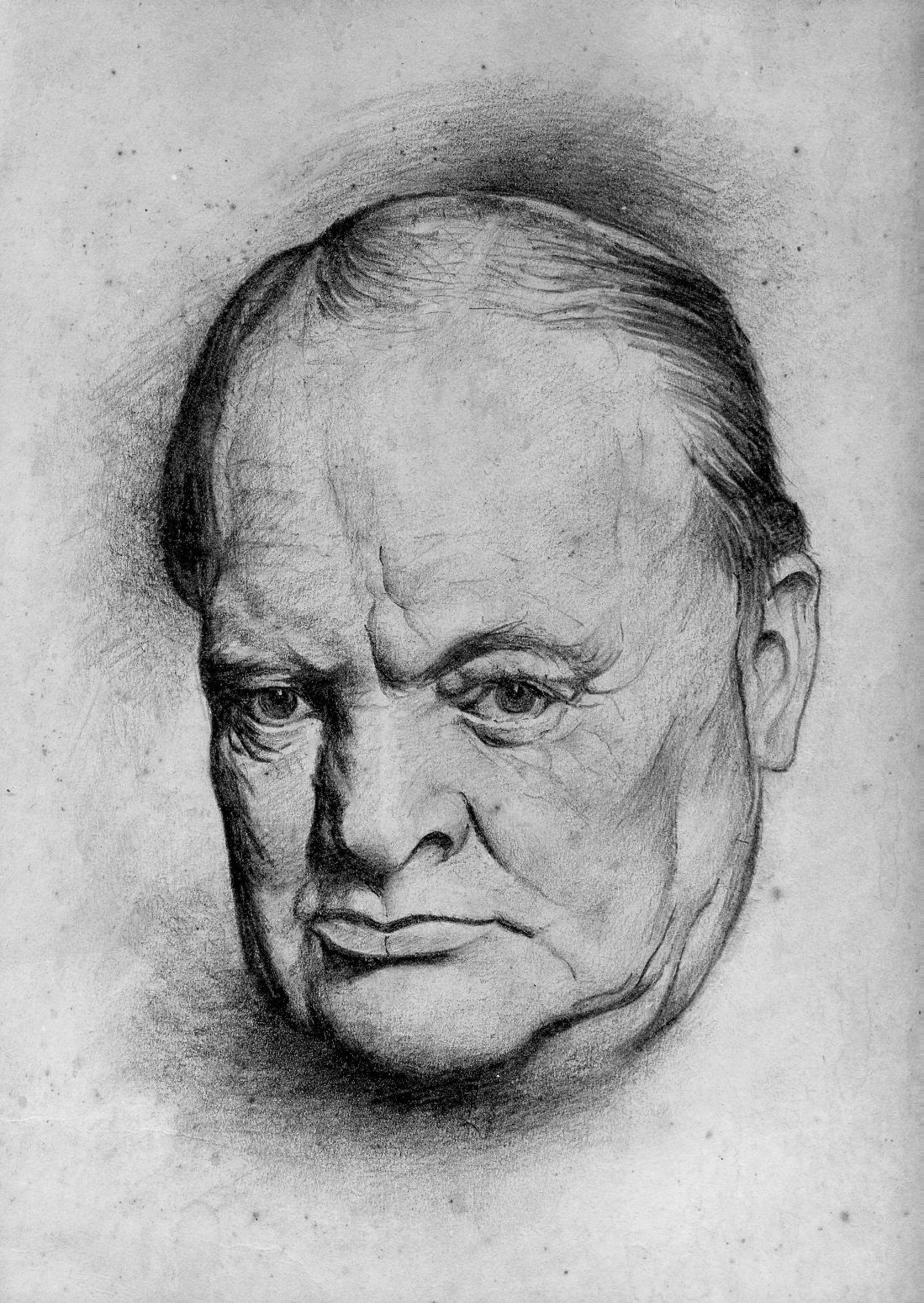
A formiga criou uma imagem que retrata Churchill?

A formiga, afinal, nunca viu Churchill, ou nem mesmo viu uma imagem de Churchill, e podemos acrescentar a isto que ela não tinha a intenção de retratar Churchill. Ela simplesmente traçou uma linha que podemos "ver como" uma imagem de Churchill. Embora os rastros deixados pelo inseto assemelham-se a ele, não podemos afirmar que a formiga procurava representar tal personalidade.
Podemos expressar isso dizendo que a linha não é "em si" uma representação de alguma coisa ao invés de qualquer outra coisa.
A semelhança com as feições do rosto de Winston Churchill não é suficiente para fazer algo representar ou se referir a Churchill. Nem é necessário formato grafico impresso "Winston Churchill", ou a palavra falada "Winston Churchill", e muitas outras coisas são usados para representar Churchill, apesar de não ter o tipo de semelhança com Churchill que um imagem da formiga tem.
- Se semelhança não é necessária ou suficiente para fazer algo representar algo mais, como alguma coisa pode ser necessária ou suficiente para essa finalidade?
- Como representar  uma coisa (ou elas representam, etc) com uma coisa diferente?

A resposta parece ser fácil. Suponha que a formiga tinha visto Winston Churchill, e suponha que teve a inteligência e habilidade para desenhar uma imagem dele. Suponha que a caricatura foi produzida intencionalmente. Então as linhas na areia representariam Churchill.

## Obras principais
- Philosophy of Mathematics: Selected Readings. Editado com Paul Benacerraf. Englewood Cliffs, N.J.: Prentice-Hall, 1964. 2. ed., Cambridge: Cambridge University Press, 1983. ISBN 0-521-29648-X
- Philosophy of Logic. New York: Harper and Row, 1971. London: George Allen and Unwin, 1972. ISBN 0-04-160009-6
- Mathematics, Matter and Method. Philosophical Papers, vol. 1. Cambridge: Cambridge University Press, 1975. 2. ed., 1985 paperback: ISBN [[Especial:Fontes_de_livros/0-521-29550-5%0A%2A+%27%27Mind%2C+Language+and+Reality.+Philosophical+Papers%2C+vol.+2%27%27.+Cambridge%3A+Cambridge+University+Press%2C+1975.+2003+paperback%3A+%5B%5BInternational+Standard+Book+Number%7CISBN%5D%5D%26nbsp%3B%5B%5BEspecial%3AFontes_de_livros%2F0-521-29551-3+%7C0-521-29551-3%5D%5D%0A%2A+%27%27Meaning+and+the+Moral+Sciences%27%27.+London%3A+Routledge+and+Kegan+Paul%2C+1978. |0-521-29550-5
- Mind, Language and Reality. Philosophical Papers, vol. 2. Cambridge: Cambridge University Press, 1975. 2003 paperback: ISBN 0-521-29551-3
- Meaning and the Moral Sciences. London: Routledge and Kegan Paul, 1978.]] Erro de parâmetro em {{ISBN}}: caractere inválido
- Reason, Truth, and History. Cambridge: Cambridge University Press, 1981. 2004 paperback: ISBN 0-521-29776-1
- Realism and Reason. Philosophical Papers, vol. 3. Cambridge: Cambridge University Press, 1983. 2002 paperback: ISBN 0-521-31394-5
- Methodology, Epistemology, and Philosophy of Science: Essays in Honour of Wolfgang Stegmüller. editado com Wilhelm K. Essler and Carl G. Hempel. Dordrecht: D. Reidel, 1983.
- Epistemology, Methodology, and Philosophy of Science: Essays in Honour of Carl G. Hempel. editad o com Wilhelm K. Essler and Wolfgang Stegmüller. Dordrecht: D. Reidel, 1985.
- The Many Faces of Realism. La Salle, Ill.: Open Court, 1987. ISBN 0-81269043-5
- Representation and Reality. Cambridge, Mass.: MIT Press, 1988. ISBN 0-262-66074-1
- Realism with a Human Face. edited by James F. Conant. Cambridge, Mass.: Harvard University Press, 1990. ISBN 0-674-74945-6
- Renewing Philosophy. Cambridge, Mass.: Harvard University Press, 1992. ISBN 0-674-76094-8
- Pursuits of Reason: Essays in Honor of Stanley Cavell. editado com Ted Cohen and Paul Guyer. Lubbock: Texas Tech University Press, 1993. ISBN 0-89672266-X
- Words and Life. edited by James F. Conant. Cambridge, Mass.: Harvard University Press, 1994. ISBN 0-674-95607-9
- Pragmatism: An Open Question. Oxford: Blackwell, 1995. ISBN 0-63119343-X
- The Threefold Cord: Mind, Body, and World. New York: Columbia University Press, 1999. ISBN 0-231-10287-9
- Enlightenment and Pragmatism. Assen: Koninklijke Van Gorcum, 2001. 48pp.
- The Collapse of the Fact/Value Dichotomy and Other Essays. Cambridge, Mass.: Harvard University Press, 2002. ISBN 0-674-01380-8
- Ethics Without Ontology. Cambridge, Mass.: Harvard University Press, 2004. ISBN 0-674-01851-6